# Christian de Chalonge
Christian de Chalonge (Douai, 21 gennaio 1937) è un regista e sceneggiatore francese.

## Biografia
Dipolmatosi in regia nel 1958 all'IDHEC (Institut des hautes études cinématographiques) di Parigi, prima di firmare un lavoro a proprio nome ha svolto un lungo tirocinio come aiuto regista in numerose pellicole dirette da altri, come René Clair, Alain Jessua, Georges Franju, Tony Richardson.
Nel 1968 esordisce nel lungometraggio con O salto, film sulle vicende dei profughi portoghesi che emigravano clandestinamente in Francia, in concorso alla 28ª Mostra di Venezia. Questo film vince il Premio Jean Vigo. Fa seguito nel 1970 L'Alliance, anche questo presentato a Venezia alla Mostra del cinema.
Il suo film più conosciuto rimane I soldi degli altri che nel 1978 si aggiudica il prestigioso Premio Louis-Delluc.
Parallelamente alla sua carriera di regista cinematografico, dalla fine degli anni sessanta alla fine degli anni duemila si sviluppa anche il suo impegno come realizzatore di fiction televisive.
Tra i film ai quali ha collaborato come aiuto regista, anche un film italiano: Il deserto dei Tartari, diretto da Valerio Zurlini (1976).

## Filmografia

### Regista
- O salto (1968)
- L'Alliance (1970)
- I soldi degli altri (L'argent des autres) (1978)
- Malevil (1980)
- I quarantesimi ruggenti (Les quarantièmes rugissants) (1982)
- Docteur Petiot (1990)
- Il ladro di ragazzi (Le voleur d'enfants) (1991)
- Le bel été 1914 (1996)
- Le Comédien' (1997)
- Maigret e il mercante di vini (2002)

### Sceneggiatore
- O salto (1968)
- L'Alliance (1970)
- I soldi degli altri (L'argent des autres) (1978)
- Malevil (1980)
- Tom et Lola (1989), regia di Bertrand Arthuys
- Docteur Petiot (1990)
- Il ladro di ragazzi (Le voleur d'enfants) (1991)
- Le bel été 1914 (1996)

## Riconoscimenti e premi

### Premio César
- 1979
  - Miglior regista per I soldi degli altri (L'argent des autres)
  - Candidato a migliore sceneggiatura originale per I soldi degli altri (L'argent des autres)

### Premio Jean Vigo
- 1968 - Vincitore per O salto